# Ibirapitanga
Ibirapitanga es un municipio brasileño del estado de Bahía, localizado en la microrregión del sur del estado.
Su población estimada en 2007 era de 23.197 habitantes y se divide en la sede, la zona rural y tres distritos: Itamarati, Camamuzinho y Novo Horizonte. El nombre Ibirapitanga significa "Palo de Brasil" en tupi-guarani. Antiguamente la ciudad también era conocida como Cachoeira-do-Pau.
Fundada en 1961, está a 113 m de altitud y su término municipal ocupa un área total de 472 km². Hasta mediados de la década de 1990, Ibirapitanga estuvo entre los diez mayores productores de cacao de Bahía.

## Geografía
Localizada en la región del Bajo Sur del estado de Bahía, Ibirapitanga, junto con otros diez municipios, forma parte del Área de Protección Ambiental (APA) del Pratigi, instituida por la Fundación Odebrecht.